# Obervogtei Pfullendorf
Die Obervogtei Pfullendorf war in napoleonischer Zeit eine Verwaltungseinheit im Südosten des Landes Baden. Sie bestand von 1804 bis 1807.

## Geschichte
Zu Zeiten des Heiligen Römischen Reiches hatte sich ein vom nordwestlichen Ufer des Bodensees weit in das angrenzende Oberschwäbische Hügelland reichendes größeres, zusammenhängendes, reichsfreies Gebiet herausgebildet. Es setzte sich aus den Territorien der freien Reichsstädte Überlingen und Pfullendorf zusammen. Infolge des Reichsdeputationshauptschlusses 1803 wurden sie mediatisiert und der badischen Landeshoheit unterstellt. Dessen Regierung fasste sie zunächst zusammen zur Obervogtei Überlingen und ordnete sie, im Rahmen einer durch weitere Gebietsgewinne notwendig gewordenen neuen Verwaltungsstruktur des Landes dem Oberen Fürstentum am Bodensee mit Sitz in Meersburg zu.
Bereits 1804 wurde der nördliche Teil als Obervogtei Pfullendorf ausgegliedert. Sie war gegliedert in eine Ratsvogtei, für die Stadt an sich, und das davon getrennte Obervogteiamt Pfullendorf für die Dörfer des Umlandes. Mit der Leitung, als Obervogteiverweser und dem Titel eines Regierungsrats, wurde Kasimir Walchner beauftragt, der zuvor das Amt Bohlingen geleitet hatte. Im Sommer 1807 wurde die Obervogtei aufgelöst, das Obervogteiamt unterstand nun direkt der übergeordneten Provinzverwaltung.

## Weitere Entwicklung
Aus dem Obervogteiamt entstand 1810 das Amt Pfullendorf und 1813 das Bezirksamt Pfullendorf. Es wurde 1936 aufgelöst und dem Bezirksamt Überlingen zugeteilt. Aus diesem ging 1939 der Landkreis Überlingen hervor. Bei der Kreisreform 1973 kamen Pfullendorf und Umgebung zum Landkreis Sigmaringen.